# Fort Lesley J. McNair

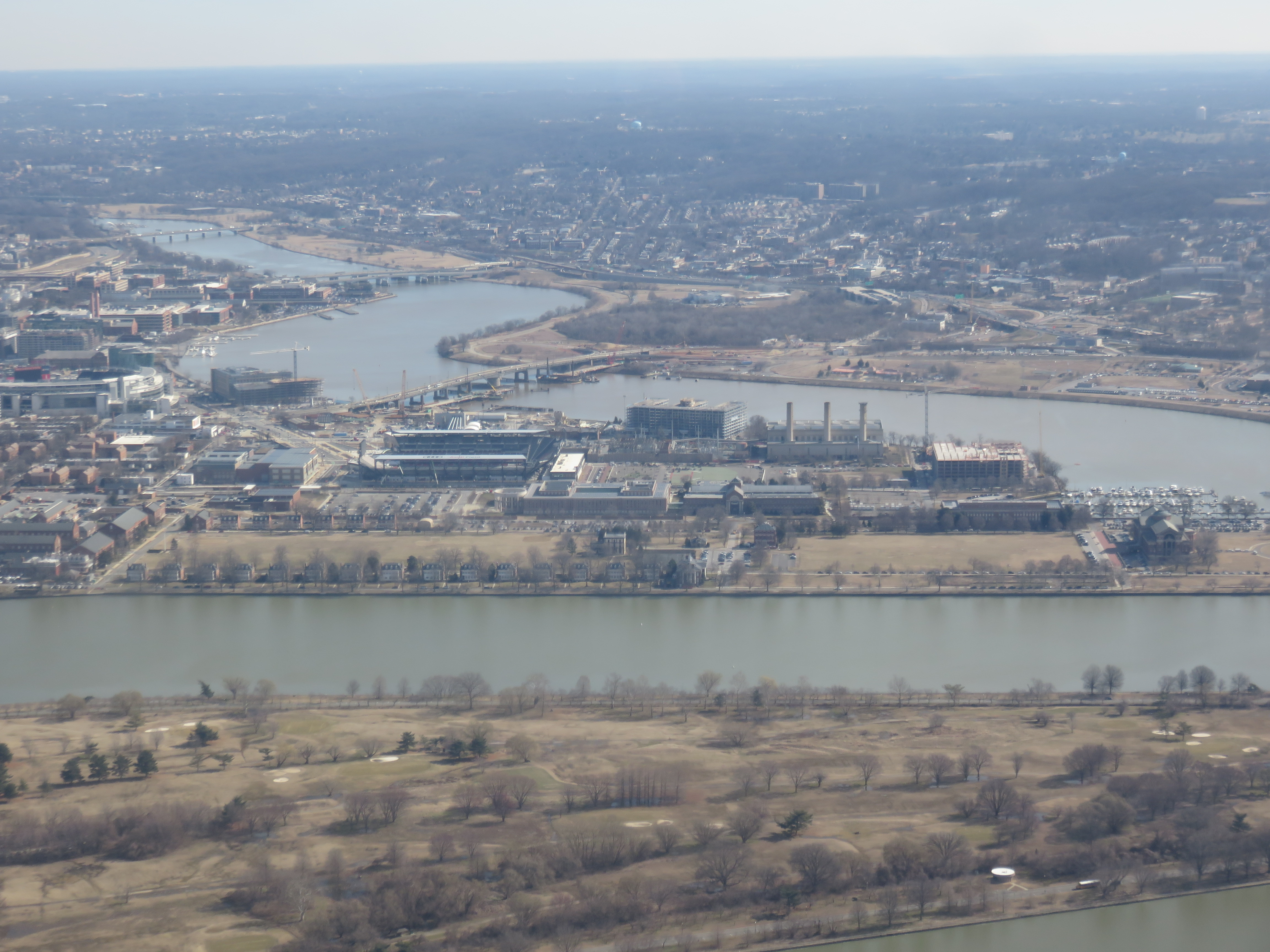

Fort Lesley J. McNair ist ein Militärstützpunkt in Washington, D.C. Das Fort der United States Army liegt 4 m über dem Meeresspiegel auf einer Halbinsel an der Mündung des Anacostia River in den Potomac River. Der Stützpunkt wurde 1791 errichtet und wird bis heute vom Militär genutzt.
Es ist die am drittlängsten durchgehend genutzte Militäreinrichtung in den USA. Ursprünglich zur Stadtverteidigung erbaut, wurde es in seiner über zweihundertjährigen Geschichte verschiedentlich genutzt, u. a. als Gefängnis, Kaserne, Krankenhaus und  Bildungseinrichtung. Benannt ist es seit 1948 nach dem 1944 gefallenen Lesley J. McNair.
Auf dem Militärstützpunkt befindet sich die National Defense University sowie das United States Army Center of Military History.